# 1994-es US Open (tenisz)
Az 1994-es US Open volt az év negyedik Grand Slam-tornája, a US Open 114. kiadása volt. New Yorkban rendezték meg augusztus 29. és szeptember 11. között.
A férfiaknál az amerikai Andre Agassi, a nőknél a spanyol Arantxa Sánchez Vicario szerezte meg a tornagyőzelmet.

## Döntők

### Férfi egyes
Andre Agassi -   Michael Stich, 6-1, 7-6, 7-5

### Női egyes
Arantxa Sánchez Vicario -  Steffi Graf, 1-6, 7-6, 6-4

### Férfi páros
Jacco Eltingh /  Paul Haarhuis -  Todd Woodbridge /  Mark Woodforde, 6-3 8-6

### Női páros
Jana Novotná /  Arantxa Sánchez Vicario -  Katerina Maleeva /  Robin White, 6-3, 6-3

### Vegyes páros
Elna Reinach /  Patrick Galbraith -  Jana Novotná /  Todd Woodbridge, 6-2 6-4

## Juniorok

### Fiú egyéni
Sjeng Schalken –  Mehdi Tahiri 6–2, 7–6

### Lány egyéni
Meilen Tu –  Martina Hingis 6–2, 6–4

### Fiú páros
Ben Ellwood /  Nicolás Lapentti –  Paul Goldstein /  Scott Humphries 6–2, 6–0

### Lány páros
Surina de Beer /  Chantal Reuter –  Nannie de Villiers /  Lizzy Jelfs 4–6, 6–4, 6–2